# Селекція фаленопсисів

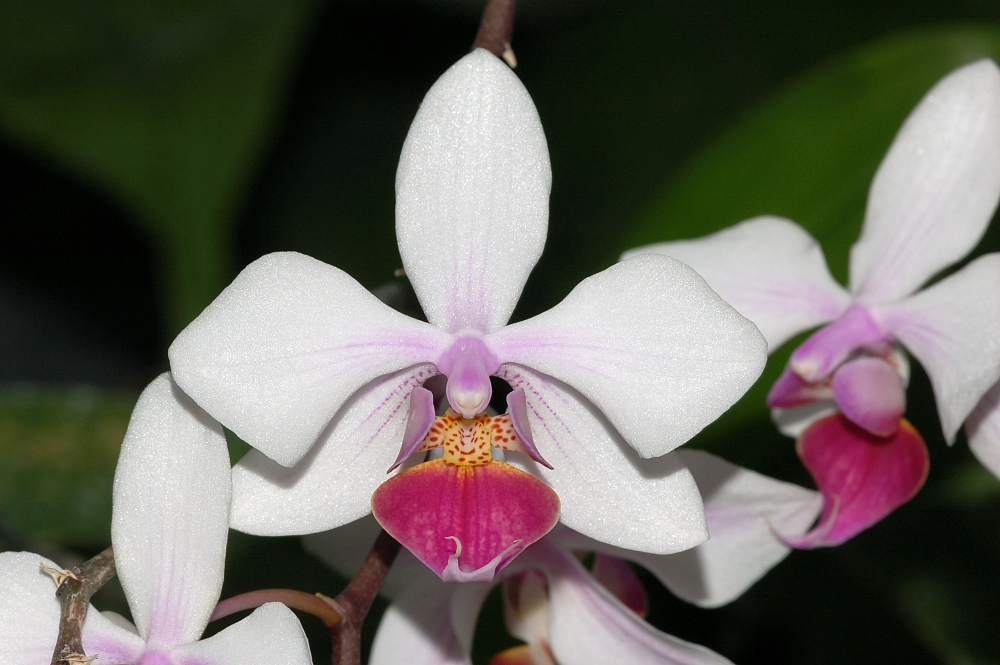
Квітка першого штучного гібрида фаленопсис -Phalenopsis × intermedia

Сьогодні виробництво і вирощування орхідей є великим міжнародним бізнесом. За даними Міністерства сільського господарства США у 2000 році загальна сума оптових продажів орхідей склала близько 100,000,000 $ з них на фаленопсиси припадає близько 75% .
Селекція фаленопсисів розвивається у двох напрямках: для зрізання і для горщечкової культури. Для зрізання створюються рослини з міцним, високим (не менше 70-100 см) суцвіттям і довго не в'янучими квітками правильної форми і рівного забарвлення. Як правило, рослини цієї групи можуть по черзі розвивати до трьох квітконосів на рік. Для горщечкової культури робота селекціонерів спрямована на створення гібридів з квітками оригінального, часто химерного забарвлення. Особливу увагу надають наявності приємного аромату.

## Історія

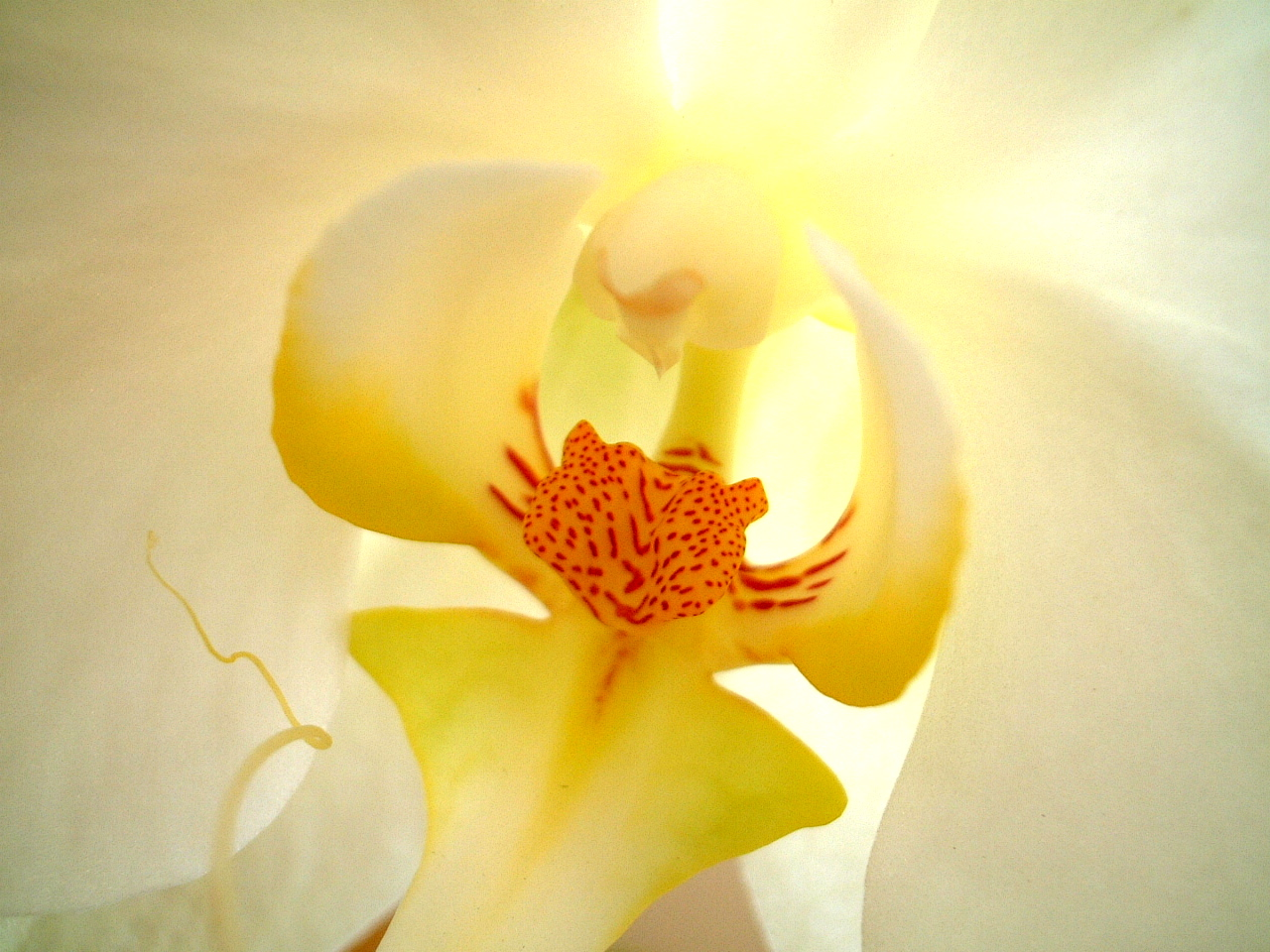
Квітка фаленопсиса

Перший гібридний фаленопсис в результаті штучного схрещування Phalaenopsis aphrodite і Phalaenopsis equestris був отриманий Джоном Седень в 1875 році на фірмі «Вейч і сини». Зацвів він тільки в 1886 році. До 1900 року було створено ще 13 первинних гібридів.
Першим важливим кроком вперед у селекції крупноквіткових фаленопсисів був зроблений в 1920 році доктором Jean Gratiot з Франції, коли він зареєстрований Phal. Gilles Gratiot. Цей гібрид, мав украй щільну фактуру квітки. Наступний важливий крок - створення в 1927 році Phal. Elisabethae, що поєднує в собі щільну фактуру, більші розміри і естетичність форми квітки.
Завдяки ауткроссінгу Phal. aphrodite Duke Farms отримав і в 1940 році зареєстрував вдалий грек з Phal. Doris. Цей гібрид відрізнявся довгими багатоквітковими квітконосами і чисто білими, щільними і величезними квітами сплощеної форми.
Між 1930 і 1950 роками основу комерційних гібридів становили гібриди з білими квітками. Однією з причин їх переважання була відсутність якісних гібридів з квітами іншого забарвлення. Якісні гібриди з рожевими квітками були створені тільки в 1950-х роках. Основою для одержання рослин з рожевими квітками послужили природні форми Phalaenopsis amabilis з квітками, що мають рожевий відтінок на окремих частинах квітки і Phal. Doris. В результаті інбридингу і штучного відбору були отримані рослини з рожевими квітками. Рожеві форми з генами Phal. amabilis і в меншій мірі Phal. aphrodite були потім використані в селекції з Phal. schilleriana, Phal. schilleriana і Phal. sanderiana для створення якісних гібридів.
У 1960-ті роки споживчі переваги змінилися і селекціонери почали приділяти більшу увагу горшковим рослинам. Намітився напрямок по створенню мініатюрних гібридів. Як один з батьків став активно використовуватися  Phal. equestris . Першим вдалим гібридом в цій лінії розведення був Phal. Cassandra (Phal. Equestris × Phal. Stuartiana) створений в 1899 році. Цей гібрид багато разів використовувався в схрещуваннях, але вдалий результат був отриманий тільки в 1978 році з появою Phal. Be Glad (Phal. Cassandra × Phal. Swiss Miss)  і Триплоїди Phal. Be Tris (Phal. Be Glad × Phal. equestris) .
У 1970-х роках була розроблена методика на основі використання колхіцину для створення поліплоїдних фаленопсисів . Після чого в селекції замість диплоїдної форми Phal. equestris починає використовуватися тетраплоїдний клон Phal. equestris 'Riverbend'.
В останні десятиліття селекціонери багато працюють над отриманням поліплоїдних гібридів і клонів.
Поліплоїдні фаленопсиси відрізняються більшими розмірами квіток і великою кількістю квіток на квітконосі. Роботи в цьому напрямку утруднені проявами стерильності гібридів.
- Триплоїди: Perfection Is, Brother Sandra, Jenco Ruby Princess, Sogo Grape, Talung's Red Fire, Brother Fancy Free, Sogo Cock, Sogo Redbird, Brother Pico Mary, Brother Love Song, Brother Ruby, Pago Pago, Penang , Stone Hot, Sweet Memory, Orchid World, Sogo Rose, Sogo Pony та інші.
- Татраплоїди: Paifang's Queen 'Brother', Taipei Gold 'Gold Star', Auckland Buddha, Paifang's Auckland, Brother Yew 'La Flora', Fortune Buddha 'Tinny', Brother Pirate King, Brother Fancy, Super Stupid, Brother Sally Taylor, Strawberry Wine, Chingruey's Sika Deer, Ching Her Goddess, Chingruey's Goddess, Chingruey's Blood Red Sun, Black Rose, Golden Sun, Brother Jungle Cat, Sara Lee 'Eye Dee', Dou-dii Golden Princess, Golden Peoker, Salu Sun, Salu Peoker, Sogo Champion, Brother Peacock, Brother Precious Stones, Brother Passion, Brother Purple, Salu Spot, Liu Tuen-Shen, Golden Amboin, Goldiana, Golden Bells, Brother Spots Way, Queen Spot, Brother Glamour, Brother Delight, Brother Utopia, Brother Kaiser, Sentra, Chimei Buddha, Sogo Yew, Brother Supersonic та інші.
- Анеуплоїди: Yuda Sun, Cordova, Golden Buddha (деякі клони тетраплоїдні), Spirit House, Red Hot Imp, Cadiz Rock (деякі клони тетраплоїдні), Leucadia Lava Flow, Summer Wine, Sogo Pony, Ambobuddha, Red Buddha , Rose Gold (деякі клони тетраплоїдні), Franz Liszt, Mahalo, Ember, Red Thrill, Abed-nego, Rebel та інші [4].

## Гібриди активно використовуються в селекційній роботі

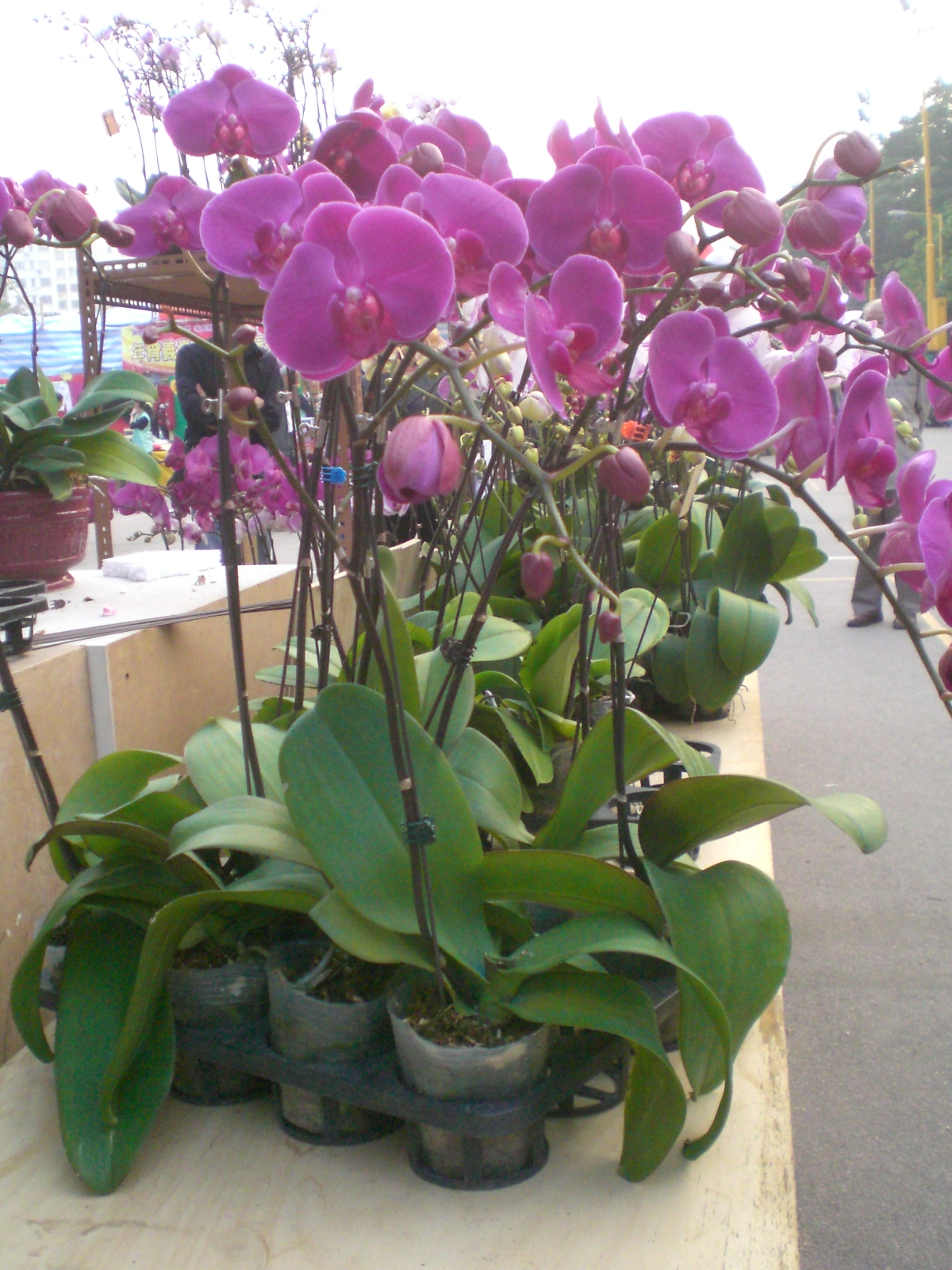
Виробництво гібридів фаленопсисів є одним з найбільш значущих напрямів промислового квітникарства.

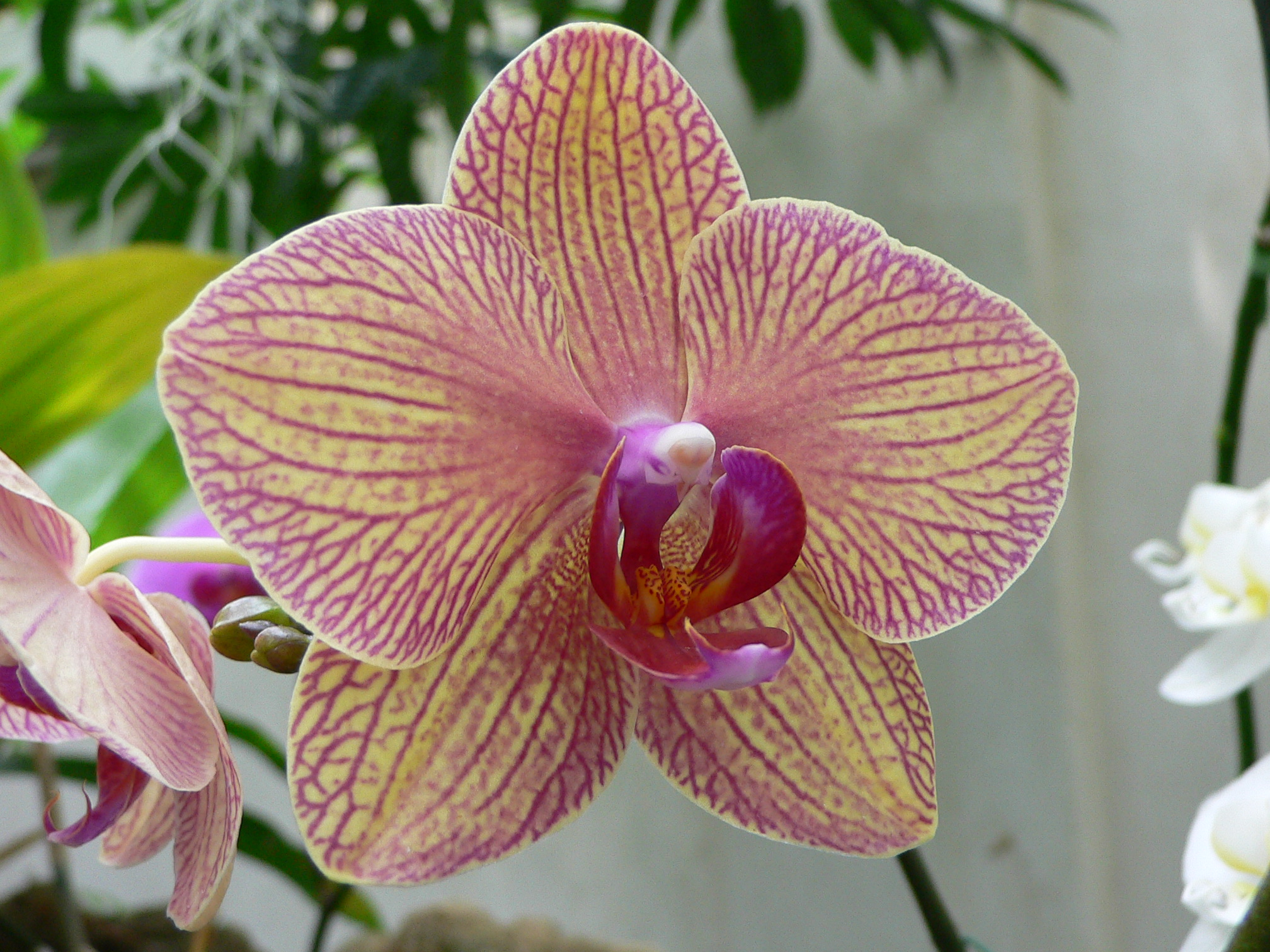

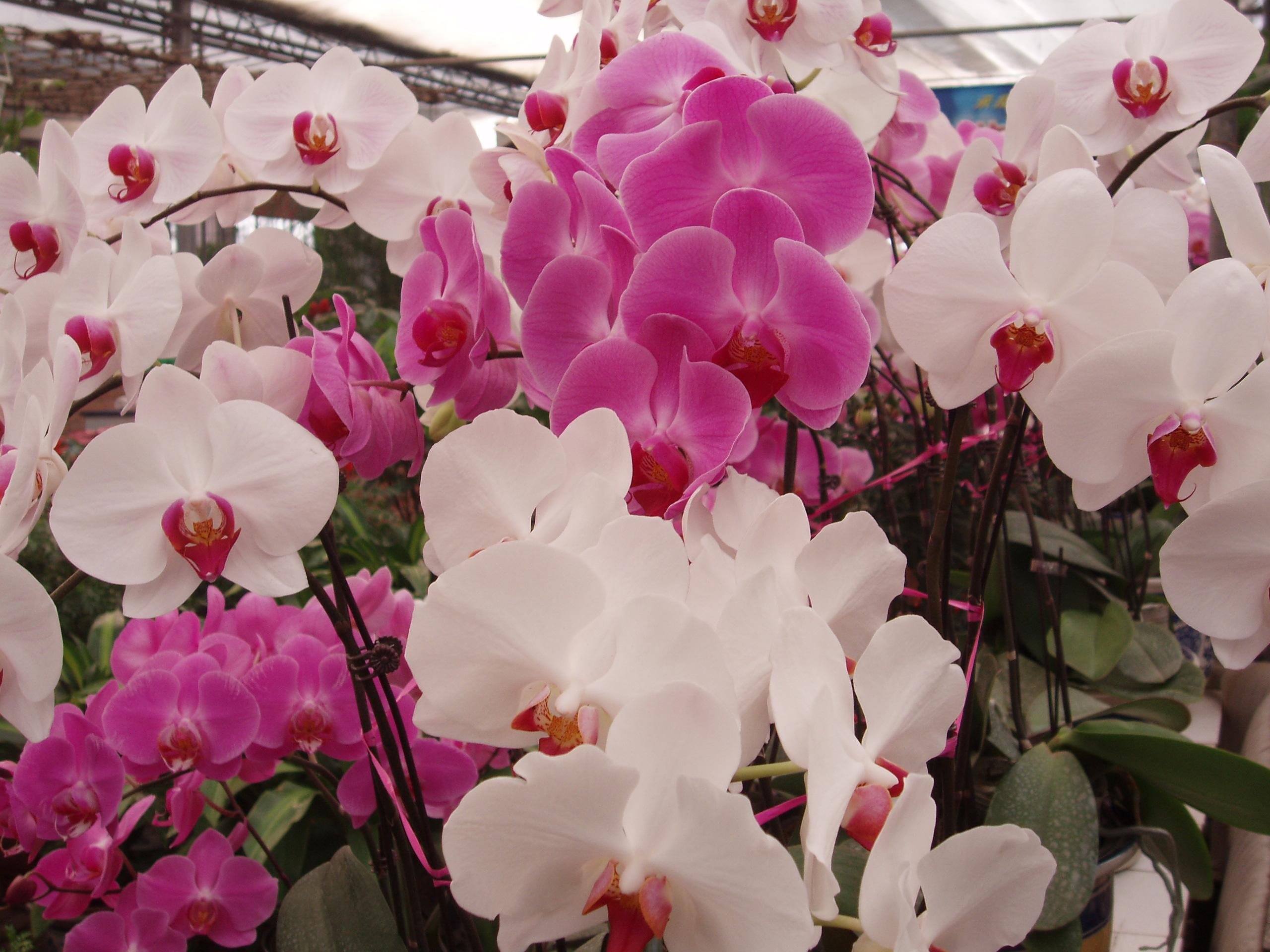

- Phalaenopsis Bamboo Baby
- Phalaenopsis Barbara Moler
- Phalaenopsis Chiali Stripe
- Phalaenopsis Diamond Head
- Phalaenopsis Doris
- Phalaenopsis Elisabethae
- Phalaenopsis Fenton Davis Avant
- Phalaenopsis Grace Palm
- Phalaenopsis Hawaii
- Phalaenopsis Hwafeng Redjewel
- Phalaenopsis Karen
- Phalaenopsis La Canada
- Phalaenopsis Lively Suzan
- Phalaenopsis Louise Georgianna
- Phalaenopsis Marmouset
- Phalaenopsis New Era
- Phalaenopsis New Hope
- Phalaenopsis Percy Porter
- Phalaenopsis Perle Blanche
- Phalaenopsis Perfection Is
- Phalaenopsis Pink Sunset
- Phalaenopsis Pinocchio
- Phalaenopsis Psyche
- Phalaenopsis Pua Kea
- Phalaenopsis Reve Rose
- Phalaenopsis Roselle
- Phalaenopsis Rosy Charm
- Phalaenopsis Sally Lowrey
- Phalaenopsis Sogo Chabstic
- Phalaenopsis Sogo Lawrence
- Phalaenopsis Springtime
- Phalaenopsis Suwanee
- Phalaenopsis Talin Lion
- Phalaenopsis Taida Salu
- Phalaenopsis Taisuco Pixie
- Phalaenopsis Venustus